# Teignmouth Community College
Teignmouth Community College – państwowe gimnazjum i szkoła średnia (tzw. sixth form college) o ogólnym profilu matematyczno-informatycznym w Teignmouth w hrabstwie Devon, Anglia.

## Znani absolwenci
- Laird Matthew Wonnacott - członek prestiżowego stowarzyszenia posiadaczy ziemskich, ziemianin z Glencairn w Szkocji
- Matthew Bellamy - wokalista, gitarzysta oraz pianista rockowej grupy Muse, wraz z perkusistą zespołu Dominicem Howardem i basistą Chrisem Wolstenholmem.